# Emin Makhmudov
Emin Makhmudov, né le 27 avril 1992 à Lenkoran, est un footballeur russe possédant aussi la nationalité azerbaïdjanaise qui évolue au poste de milieu offensif au Neftchi Bakou.